# Burg Brockzetel
Die Burg Brockzetel ist eine abgegangene, spätmittelalterliche Sperrburg der Grafschaft Ostfriesland im Ortsteil Brockzetel der niedersächsischen Kreisstadt Aurich.

## Geschichte
Die Errichtung der Niederungsburg wird allgemein Graf Edzard I. von Ostfriesland zugeschrieben. Ihre Gestalt als Steinhaus weist auf ein deutlich höheres Alter hin, sie könnte aus dem 14. Jahrhundert stammen. Die Ersterwähnung der Burg erfolgte allerdings erst 1497, als Graf Edzard den Gesandten seines Gegners Edo Wiemken des Jüngeren freies Geleit zu einem Treffen auf dem „Blockhaus“ zu Brockzetel zusagte. Die Bezeichnung als Blockhaus bedeutet dabei nicht, dass die Burg aus übereinander liegenden Baumstämmen wie ein Blockhaus errichtet worden ist. Der Begriff hat vielmehr die Bedeutung von Blockade im militärischen Sprachgebrauch und betont die Rolle der Befestigung als Sperrburg des Friesischen Heerwegs in einer Moorlandschaft.
In der Sächsischen Fehde stellte Graf Edzard I. 1514 sein Heer an dem Blockhaus auf, um an der dortigen Engstelle Herzog Heinrich I. von Braunschweig-Wolfenbüttel zur Schlacht zu zwingen. Der Herzog umging die Sperre aber und siegte bei Meerhusen über den Grafen. Danach ließ er die aufgegebene Burg abreißen.

## Beschreibung
Die Burgstelle ist von einem ungefähr rechteckigen, 10 m breiten und 1,5 m tiefen Graben umgeben, der heute nur noch als leichte Senke sichtbar ist. Der 23 × 20 m große Innenraum soll um mindestens 3,5 m erhöht gewesen sein. Bohruntersuchungen im Jahr 1989 haben Backsteingrus und damit den Beweis erbracht, dass auf der Burgstelle tatsächlich ein Steinhaus stand.
Das Burggelände ist durch Sandabgrabungen und den um 1900 geschehenen Einbau eines Backhauses gestört.